# Saint-Basile
Saint-Basile – miejscowość i gmina we Francji, w regionie Owernia-Rodan-Alpy, w departamencie Ardèche. Nazwa miejscowości pochodzi od imienia św. Bazylego.
Według danych na rok 1990 gminę zamieszkiwały 273 osoby, a gęstość zaludnienia wynosiła 15 osób/km² (wśród 2880 gmin regionu Rodan-Alpy Saint-Basile plasuje się na 1356. miejscu pod względem liczby ludności, natomiast pod względem powierzchni na miejscu 586.).

## Populacja

Populacja Saint-Basile w latach 1962-2008